# 北京市基础设施投资有限公司
北京市基础设施投资有限公司（简称京投）是北京市国资委下属的国有独资企业，为2003年11月17日由原北京地铁集团有限责任公司变更而来。该公司主要承担以轨道交通为主的基础设施投融资业务，为北京市轨道交通的业主。除基础设施投融资之外，其业务还涉及轨道交通装备制造与信息技术服务、土地与物业开发经营等。
京投控制有两家上市公司，分别为京投发展（SH.600683）和京投交通科技（HK.01522）。
京投总部位于北京市朝阳区小营北路6号京投大厦；该大厦同时是京投下属的北京市轨道交通指挥中心所在地。

## 历史
北京地铁一期工程于1981年结束试运营，通过验收并转入正式运营；为了接收线路、筹备正式运营，成立了北京市地下铁道公司，当时归北京市公共交通总公司领导。1984年地下铁道公司从公交总公司下独立出来，直接受北京市市政管理委员会领导。1989年，公司更名为“北京市地下铁道总公司”。
2001年，北京地铁总公司实施集团改制，组建“北京市地铁集团有限责任公司”及“北京地铁建设管理有限责任公司”、“北京地铁运营有限责任公司”。北京市政府作为北京地铁集团的出资者，以原地铁总公司及下属企业的国有资产作为出资。集团承担北京市地铁建设的投融资任务。集团投资设立地铁建设公司和地铁运营公司。
2年后的2003年，北京市对北京地铁集团再次进行改制。这次改制实行了投资、建设、运营“三分开”体制，原地铁集团更名为“北京市基础设施投资有限公司”，而原地铁建设公司更名为“北京市轨道交通建设管理有限公司”（简称建管公司），原地铁运营公司更名为“北京市地铁运营有限公司”（简称运营公司）；建管公司和运营公司不再是投资公司（即京投）的子公司。
2016年，北京市与京投公司签署了授权经营协议，提出“ABO”即“授权（Authorize）-建设（Build）-运营（Operate）”模式，由北京市授权京投公司履行轨道交通业主职责，京投公司根据协议利用市场资源向政府提供轨道交通投融资、建设和运营服务。政府在此期间负责规则制定和绩效考核，同时向京投公司提供授权费用，取代原有的轨道交通建设专项资金及轨道交通运营补贴。
2020年8月4日，北京市委、市政府宣布京投公司与北京市轨道交通建设管理有限公司实施合并重组。

## 脚注
1. ↑  2011年，北京市地铁运营有限公司的出资人变更为京投公司。2020年8月4日，北京市委、市政府宣布京投公司与北京市轨道交通建设管理有限公司实施合并重组。